# 外員山 (宜蘭縣)
外員山，是台灣宜蘭縣員山鄉的一個傳統地域名稱，也是全鄉行政中心所在地，位於該鄉東部。相較於今日行政區，其範圍大致與員山村相近。

## 歷史
台灣清治末期，外員山地區為一街庄，稱為「外員山庄」，隸屬於員山堡。該庄昔日西北及北隔宜蘭河分別與內員山庄、結頭份庄為界，東北與金六結庄為鄰，東南與珍仔滿力庄為鄰，南邊為吧荖鬱庄，西邊為三鬮庄。
1901年（日治明治三十四年）11月，廢縣廳改設二十廳，該庄隸屬於宜蘭廳，編入第七區。1905年（明治三十八年）7月，第七區改名「外員山區」。1909年（明治四十二年）10月，合併二十廳為十二廳，該庄仍隸屬於宜蘭廳。1920年（大正九年），廢十二廳改設五州二廳，該庄改制為「外員山」大字，隸屬於臺北州宜蘭郡員山庄，大字下有「員山」、「金包里古」小字名。
戰後員山庄改制為員山鄉，隸屬於臺北縣，大字改制為村。1950年10月，北、基、宜分治，員山鄉改隸屬於宜蘭縣。

## 聚落
本地區發展較早的聚落有員山、金包里古（外員山）、鴨母藔等，在日治期初期的官方地圖上已有記載。

## 交通
省道台7線（員山路一段）俗稱「北部橫貫公路」，是桃園大溪至宜蘭壯圍的幹道，大致以西南—東北走向蜿蜒經過外員山地區中部。由該道路向西南可前往大同、復興、大溪等地，向東北可前往宜蘭、壯圍公館並止於省道台2線路口。
鄉道宜14線（嵐峰路三段）是外員山至壯五的道路，其西側端點位於本地區東北部省道台7線路口。由此向東南轉東南東沿本地區東北部邊界地帶而行，出境後可前往珍子滿力東北部、四鬮東北角、壯三、壯四、壯五並止於鄉道宜9線路口。
鄉道宜16線（金山東路）是外員山至東港的道路，其西側端點位於本地區中部偏東北的省道台7線路口。由此向南南東轉東南出境後，可前往珍子滿力西南部、四鬮、壯二南部、南興、霧罕並止於省道台2線高架橋下。
鄉道宜17-1線（金泰路）是外員山至惠好的道路，其西側端點位於本地區中部偏西南的省道台7線路口。由此向東南出境後可前往吧荖鬱聚落東側並止於鄉道宜17線路口。
鄉道宜18線（賢德路二段）是員山再連至壯圍新南的道路，大致以南南西—北北東走向與省道台7線共線到達本地區西南部邊界，轉東南沿本地區西南部邊界獨行至離開本地區。由該道路向南南西與省道台7線共線一小段路，至大鬮路路口轉西南西沿大鬮路獨行，可前往三鬮、深溝西南端並止於省道台7線路口，向東南可前往吧荖鬱、四鬮、壯二、茄苳林、新南並止於新南國小旁鄉道宜7線路口。

## 學校
- 員山國小